# Epperstone
Epperstone – wieś w Anglii, w hrabstwie Nottinghamshire. Leży 12 km na północny wschód od miasta Nottingham i 180 km na północ od Londynu.